# Annemieke van Heel-Kasteel
Anne Marie Corrie Thérèse (Annemieke) van Heel-Kasteel (Rotterdam, 24 februari 1928) is een Nederlandse voormalige KVP- en CDA-politica.
Van Heel-Kasteel was in twee perioden Tweede Kamerlid, van 1973 tot 1977 voor de KVP en van 1979 tot 1981 voor fusiepartij CDA. Ze hield zich als KVP-Kamerlid vooral bezig met buitenlandse zaken, defensie en koninkrijksrelaties en als CDA-lid met milieu. Ze is de dochter van Piet Kasteel, die onder meer secretaris van Gerbrandy, gouverneur van Curaçao en ambassadeur was. Ze verbleef daarom enige tijd in het buitenland en studeerde aan Amerikaanse universiteiten. Ze was, voor zij Kamerlid werd, redactrice en werkzaam in het onderwijs. Bij de stemming in 1980 over het abortusvoorstel van het kabinet-Van Agt/Wiegel gaf haar voorstem min of meer de doorslag, omdat zij als laatste van haar fractie over bezwaren heenstapte.
- Parlement.com: vg09lleluots